# Hexagrama (moneda)

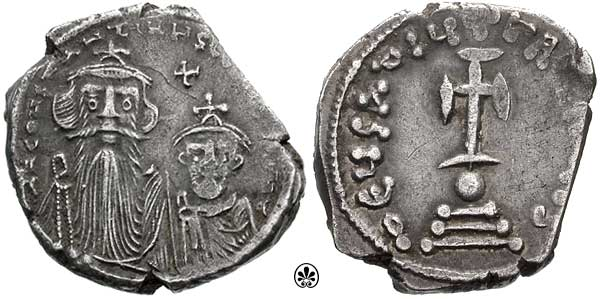
Hexagrama de Constante II y Constantino IV.

El hexagrama (En griego: ἑξάγραμμα, hexagramma) fue una gran moneda de plata del Imperio Bizantino emitida principalmente durante el siglo VII d. C.
Con la excepción de algunas emisiones ceremoniales del siglo VI, las monedas de plata no se utilizaron en el sistema monetario romano tardío, ni en el imperio bizantino temprano (véase moneda bizantina), principalmente debido a la gran fluctuación de su precio en relación con el oro. Solo bajo el emperador Heraclio (r. 610-641), en el año 615, se acuñaron nuevas monedas de plata para cubrir las necesidades de la guerra con la Persia sasánida. El material de estas monedas procedía principalmente de la confiscación de la plata de la iglesia. Se llamaban así por su peso de seis grammata (6,84 gramos), y probablemente estaban valoradas en 12 al solidus de oro. Los hexagramas llevaban únicamente la inscripción de Deus adiuta Romanis o "Que Dios ayude a los romanos".
La moneda siguió siendo emitida regularmente bajo el sucesor de Heraclio, Constante II (r. 641-668), de cuyo reinado sobreviven muchos ejemplares, pero se vuelve más rara para Constantino IV (r. 668-685), y a partir de entonces parece que solo se acuñó ocasionalmente como moneda ceremonial hasta Teodosio III (r. 715-717). En 720 el emperador León III el Isaurio (r. 717-741) emitió una nueva moneda de plata, la miliaresion.